# Myonia tapajoza
Myonia tapajoza är en fjärilsart som beskrevs av Paul Dognin 1923. Myonia tapajoza ingår i släktet Myonia och familjen tandspinnare. Inga underarter finns listade i Catalogue of Life.